# Псевдоевклидово пространство
Псе́вдоевкли́дово простра́нство — конечномерное вещественное векторное или аффинное пространство с невырожденным индефинитным скалярным произведением, которое называют также индефинитной метрикой. Индефинитная метрика не является метрикой в смысле определения метрического пространства, а представляет собой частный случай метрического тензора.
Псевдоевклидово пространство определяется парой целочисленных параметров {\displaystyle (m,n)} — максимальной размерностью подпространства с положительно и отрицательно определёнными метриками; пара {\displaystyle (m,n)} называется сигнатурой пространства. Пространства с сигнатурой {\displaystyle (m,n)} обычно обозначаются {\displaystyle \mathbb {E} ^{m,n}} или {\displaystyle \mathbb {R} ^{m,n}}. Важнейшим примером псевдоевклидова пространства является пространство Минковского {\displaystyle \mathbb {E} ^{m,1}}.

## Сигнатура псевдоевклидова пространства
Выбрав подходящий базис векторного псевдоевклидова пространства {\displaystyle L}, всегда можно добиться того, чтобы индефинитное скалярное произведение этого пространства имело вид
{\displaystyle \langle x,y\rangle =x_{1}y_{1}+\ldots +x_{m}y_{m}-x_{m+1}y_{m+1}-\ldots -x_{n}y_{n},}
где {\displaystyle x=(x_{1},\ldots ,x_{n})} и {\displaystyle y=(y_{1},\ldots ,y_{n})} — векторы пространства
{\displaystyle L}. В частности, скалярный квадрат вектора имеет вид
{\displaystyle \langle x,x\rangle =x_{1}^{2}+\ldots +x_{m}^{2}-x_{m+1}^{2}-\ldots -x_{n}^{2},}
и может быть как положительным, так и отрицательным числом, а также нулём (даже для ненулевого вектора {\displaystyle x}). Соответственно, длина вектора {\displaystyle x}, определённая равенством
{\displaystyle \|x\|={\sqrt {\langle x,\;x\rangle }},}
является либо вещественным положительным, либо чисто мнимым числом, либо нулём.
Аналогично, выбором репера всегда можно добиться того, чтобы расстояние между точками n-мерного аффинного псевдоевклидова пространства с координатами {\displaystyle (x_{1},\ldots ,x_{n})} и {\displaystyle (y_{1},\ldots ,y_{n})} записывалось в виде
{\displaystyle d(x,y)={\sqrt {(x_{1}-y_{1})^{2}+\ldots +(x_{m}-y_{m})^{2}-(x_{m+1}-y_{m+1})^{2}-\ldots -(x_{n}-y_{n})^{2}}}.}
Базисы и реперы с таким свойством называются ортонормированными.
Пара чисел {\displaystyle (m,n-m)} (задающая количество базисных векторов вещественной и чисто мнимой длины, соответственно) не зависит от выбора ортонормированного базиса или репера (закон инерции Сильвестра) и называется сигнатурой псевдоевклидова пространства.
Псевдоевклидовы пространства с различными сигнатурами неизометричны друг другу. Однако пространство с сигнатурой {\displaystyle (m,n-m)} может быть превращено в пространство с сигнатурой {\displaystyle (n-m,m)} заменой знака скалярного произведения, и потому различия между такими пространствами обычно не проводят: в частности, пространство Минковского в разных источниках определяется и как пространство сигнатуры {\displaystyle (1,3)}, и как пространство сигнатуры {\displaystyle (3,1)}. Таким образом, каждой размерности {\displaystyle n} отвечает {\displaystyle \left[n/2\right]} (где прямые скобки означают взятие целой части) различных {\displaystyle n}-мерных псевдоевклидовых пространств.

## Изотропные векторы, направления, конусы
Важной особенностью пространств с индефинитной метрикой является наличие ненулевых векторов, имеющих нулевую длину. Такие векторы (а также прямые, направляющими векторами которых они являются) называются изотропными или светоподобными (последнее наименование чаще используется в физике, оно связано с пространством Минковского). Подпространство векторного псевдоевклидова пространства называется изотропным, если оно целиком состоит из изотропных векторов.
Множество всех изотропных векторов псевдоевклидова векторного пространства называется изотропным конусом (или световым конусом) этого пространства. Световой конус пространства сигнатуры {\displaystyle (1,n-1)} не содержит «граней», то есть изотропных подпространств размерности больше 1.
Множество всех изотропных векторов псевдоевклидова аффинного пространства, отложенных от произвольно фиксированной точки, называется изотропным конусом (или световым конусом) этого пространства в данной точке. Это множество действительно является конусом (в обобщённом смысле этого понятия) с вершиной в данной точке. Изотропные конусы псевдоевклидова аффинного пространства с вершинами в разных точках получаются друг из друга с помощью параллельного переноса.
В частности, псевдоевклидова векторная плоскость обладает ровно двумя изотропными направлениями. В ортонормированном базисе, где скалярный квадрат вектора принимает вид {\displaystyle \langle x,x\rangle =x_{1}^{2}-x_{2}^{2},}
изотропные направления — прямые {\displaystyle x_{1}\pm x_{2}=0,} и изотропный конус состоит из объединения этих двух прямых.
Трёхмерное псевдоевклидово векторное пространство имеет бесконечное число изотропных направлений. В ортонормированном базисе, где скалярный квадрат вектора принимает вид
{\displaystyle \langle x,x\rangle =x_{1}^{2}+x_{2}^{2}-x_{3}^{2},}
изотропные направления — это всевозможные прямые, лежащие на изотропном конусе
{\displaystyle x_{1}^{2}+x_{2}^{2}-x_{3}^{2}=0,} который в данном случае представляет собой настоящий конус.

## Подпространства псевдоевклидова пространства

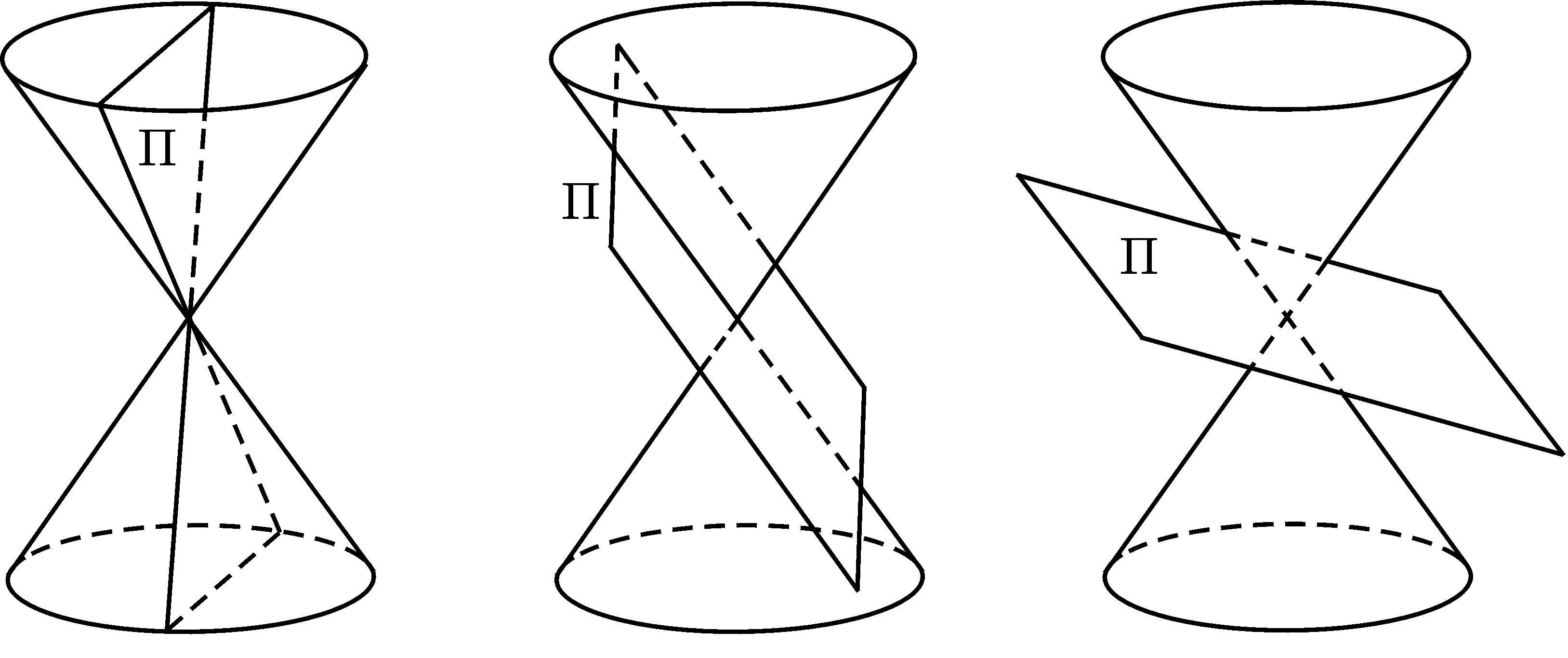
Взаимное расположение плоскости и изотропного конуса в трёхмерном псевдоевклидовом пространстве

Подпространство псевдоевклидова пространства с сигнатурой {\displaystyle (n-m,m)} не обязательно является псевдоевклидовым пространством с тем же числом {\displaystyle m}; более того, оно может быть и евклидовым пространством. Например, в трёхмерном псевдоевклидовом пространстве с сигнатурой {\displaystyle (2,1)} плоскость {\displaystyle \Pi } может быть либо псевдоевклидовой с сигнатурой {\displaystyle (1,1)}, либо евклидовой, либо иметь вырожденное скалярное произведение. Геометрически эти три случая определяются расположением плоскости {\displaystyle \Pi } относительно изотропного конуса (см. рисунок). Именно, плоскость {\displaystyle \Pi } является псевдоевклидовой, если она пересекает изотропный конус по двум различным прямым (изотропным направлениям); ограничение скалярного произведения на плоскость {\displaystyle \Pi } вырождено, если {\displaystyle \Pi } касается изотропного конуса, то есть пересекается с ним по одной единственной прямой; наконец, плоскость {\displaystyle \Pi } является евклидовой, если она имеет с изотропным конусом единственную общую точку (вершину конуса).

## Окружности и сферы
С точки зрения геометрии псевдоевклидовой плоскости, окружностями произвольного ненулевого (вещественного или чисто мнимого) радиуса являются гиперболы. Аналогично, в трёхмерном псевдоевклидовом пространстве сигнатуры {\displaystyle (2,1)} сферами ненулевого вещественного радиуса являются однополостные гиперболоиды, а сферами ненулевого чисто мнимого радиуса — двуполостные гиперболоиды. Аналогично в пространствах большего количества измерений, например, в четырёхмерном сигнатуры (3,1).
По своим геометрическим свойствам каждая из двух «половин» гиперсферы мнимого радиуса в {\displaystyle n+1}-мерном псевдоевклидовом пространстве сигнатуры {\displaystyle (n,1)} представляет собой {\displaystyle n}-мерное пространство Лобачевского. Подпространства размерности {\displaystyle k} (от {\displaystyle 0} до {\displaystyle n-1}) в этом пространстве Лобачевского соответствуют подпространствам размерности {\displaystyle k+1} исходного псевдоевклидова пространства, проходящим через начало координат и пересекающим гиперсферу мнимого радиуса, а его движения — преобразованиям Лоренца.

## Обратное неравенство Коши — Буняковского
В псевдоевклидовом пространстве с сигнатурой {\displaystyle (n-1,1)} для всех векторов мнимой длины выполнено неравенство, обратное неравенству Коши—Буняковского для евклидовых пространств:
{\displaystyle \langle x,x\rangle <0,\ \langle y,y\rangle <0\ \Rightarrow \ \langle x,y\rangle ^{2}\geqslant \langle x,x\rangle \cdot \langle y,y\rangle .}

## Применение в физике
Важнейшим частным случаем псевдоевклидова пространства является пространство Минковского, используемое в специальной теории относительности в качестве пространства-времени, в котором метрика сигнатуры (1,3) лоренц-инвариантна (только псевдоевклидова метрика может быть лоренц-инвариантной), а для времениподобности пары событий длина (в смысле такой метрики) кривой, соединяющей эти события и тоже всюду времениподобной, есть время между ними, измеренное по часам, движение которых описывается в пространстве-времени этой кривой. Изотропные направления являются направлениями распространения света и называются также нулевыми или светоподобными.
Гильбертово пространство с индефинитной метрикой применяется в квантовой электродинамике для математического описания квантования продольных и скалярных колебаний электромагнитного поля.
Теоретическая физика рассматривает псевдоевклидовы пространства и иной размерности, однако как правило метрика в них имеет сигнатуру {\displaystyle (1,n)}, то есть это пространства с одной временно́й координатой и n пространственными.